# Ghiacciaio della Lex Blanche
Il ghiacciaio della Lex Blanche (pron. fr. AFI: [le blɑ̃ʃ]) si trova nel massiccio del Monte Bianco nel versante valdostano.
La sua estensione misura circa 400 ettari. Si trova nella val Veny (Courmayeur). È contornato da importanti vette: l'Aiguille des Glaciers (3 816 m), l'Aiguille della Lex Blanche (3 686 m), l'Aiguilles de Trélatête (3 920 m), e il Petit Mont Blanc (3 424 m). Le sue caratteristiche principali sono: esposizione sud-est, quota massima 3 910 metri circa, quota minima 2 200 metri.

## Toponimo
In Valle d'Aosta, una lex (pron. lé), parola di origine celtica, indica una parete rocciosa perpendicolare, scivolosa, che si stacca a fogli, percorsa o meno dall'acqua.